# 알주말리야

알주말리야의 위치

알주말리야(영어: Al Jumaliyah, 아랍어: الجميلية)는 과거 카타르에 있던 지방 자치체 가운데 하나로 면적은 2,611km2, 인구는 13,085명(2004년 기준)이다. 2004년 알라이얀에 합병되면서 폐지되었다.